# ألفية الموتى الأحياء
ألفية الموتى الأحياء (بالفرنسية: Zombillénium)‏ هو فيلم رسوم متحركة فرنسي بلجيكي لعام 2017 من إخراج آرثر دي بينس وأليكسيس دوكورد ، بناءً على المسلسل الكوميدي الذي يحمل نفس الاسم. تم عرضه في قسم العرض الخاص في مهرجان كان السينمائي 2017.

## وصلات خارجية
- ألفية الموتى الأحياء على موقع IMDb (الإنجليزية)
- ألفية الموتى الأحياء على موقع ألو سيني (الفرنسية)
- ألفية الموتى الأحياء على موقع قاعدة بيانات الفيلم (الإنجليزية)
- ألفية الموتى الأحياء على موقع ليتربوكسد (الإنجليزية)
- ألفية الموتى الأحياء على موقع كينوبويسك (الروسية)